# Hersal Thomas

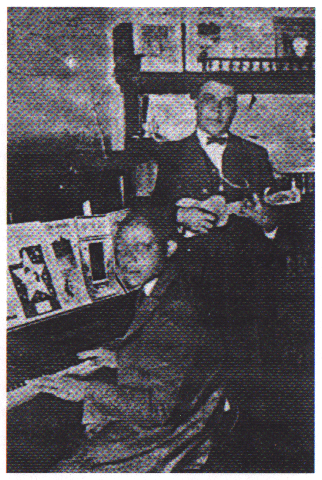
Hersal Thomas sitzend und sein älterer Bruder George W. Thomas

Hersal Thomas (* 9. September 1906 in Houston, Texas; † 2. Juni 1926 in Detroit, Michigan) war ein amerikanischer Jazz- und Blues-Pianist und Komponist. Trotz seines frühen Todes beeinflusste er die Entwicklung des Boogie-Woogie und Pianoblues stark. So bezeichneten ihn Jimmy Yancey, Albert Ammons und Meade Lux Lewis als ihren wichtigsten musikalischen Einfluss.

## Leben und Wirken
Hersal Thomas wurde in Houston, Texas als eines von 13 Kindern in eine musikalische Familie geboren. Neben Hersal war auch sein Bruder George W. Thomas ein begnadeter Pianist, während seine Schwester Sippie Wallace und seine Nichte Hociel Thomas sangen.
Schon in sehr jungen Jahren wurde sein Talent entdeckt. Während er zunächst mit seinem Bruder George in den Clubs und Theatern von New Orleans arbeitete, zog er ab 1923 mit seiner Schwester Sippie nach Chicago, wo er wiederum mit seinem Bruder George und seiner Nichte Hociel Thomas arbeitete.
Hersal Thomas nahm ab 1924 Klavierrollen und ab 1925 Schallplatten sowohl als Solist auf als auch als Begleiter von Hociel Thomas, Sippie Wallace, Lilian Miller and Sodarisa Miller. Kurz vor seinem Tod ging er auch mit Louis Armstrong und mit King Oliver auf Tournee. Seine letzte Arbeit vor seinem Tode fand am 4. März 1926 statt, als er Lilian Miller bei ihrer Okeh-Aufnahme von The Kitchen Blues begleitete.
Hersal Thomas starb am 2. Juni 1926 während eines Auftritts im „Penny’s Pleasure Inn“ in Detroit aufgrund einer Lebensmittelvergiftung. 
Seine Schwester Sippie Wallace nahm sieben seiner Kompositionen auf: A Jealous Woman Like Me, A Man for Every Day of the Week, Dead Drunk Blues, Have You Ever Been Down?, I Feel Good, Shorty George Blues und Trouble Everywhere I Roam.
Seine berühmteste Aufnahme ist wohl der Suitcase Blues (8958-A Okeh 8227); die beiden Brüder schrieben 1921 auch The Five gemeinsam, das von Ammons und Lewis als einer der grundlegenden Boogie-Woogies bezeichnet wurde.

## Lexigraphische Einträge
- The Handbook of Texas Online
- Robert Santelli Big Book of the Blues: A Biographical Encyclopedia New York: Penguin Books 1993